# 殖綽
殖绰，春秋时期齐国勇士。
前555年（周灵王十七年、鲁襄公十八年、齐灵公二十七年、晋平公三年），平阴之战。十一月初一日，晋军追赶齐军，齐国夙沙衛殿后。殖绰、郭最以夙沙卫是阉人，说：“你作为国家军队的殿后，是齐国的耻辱，你先走吧。”于是代他殿后。夙沙卫杀了马匹放在狭路上来堵塞道路。晋国的州绰追上来，用箭射中殖绰的左右肩膀，两枝箭夹着脖子。州绰说：“你停下，还可以被我三军俘虏；不停下，我将再射两箭之中你的咽喉。”殖绰回过头来说：“你发誓。”州绰说：“白日为证。”于是解下来弓弦从后边捆住殖绰的手，他的车右具丙捆住郭最，没有解除盔甲从后面捆绑，坐在中军战鼓之下。前554年（周灵王十八年、鲁襄公十九年、齐灵公二十八年、晋平公四年），齐灵公死后，夙沙卫在高唐作乱。十一月，齐庄公亲自领兵包围高唐。殖绰、工偻会在夜里在城上垂下绳子，接纳齐军进城，把夙沙卫在军中剁成肉酱。前552年（周灵王二十年、鲁襄公二十一年、齐庄公二年、晋平公六年），齐庄公上朝，指着殖绰、郭最说：“这是寡人的雄鸡。”因栾盈之乱投奔齐国的州绰说：“国君认为他们是雄鸡，谁敢认为不是？但下臣不才，在平阴之战中，比他们二位先打鸣。”齐庄公为勇士设置爵位，殖绰、郭最想要参加。又被州绰讥讽。齐庄公死后，殖绰投奔卫国。前547年（周灵王二十五年、鲁襄公二十六年、齐景公元年、晋平公十一年、卫殇公十二年），卫国攻打孙氏所驻的戚地东部边境，晋国派兵戍守茅氏，殖绰进攻茅氏，杀了晋国守兵三百个人。孙蒯追赶殖绰，不敢攻击。孙文子说：“你连厉鬼都不如。”孙蒯就跟上卫军，在圉地将其击败。雍鉏俘虏了殖绰。《汉书·古今人表》将他定位四等中上。